# Chelsea Cain

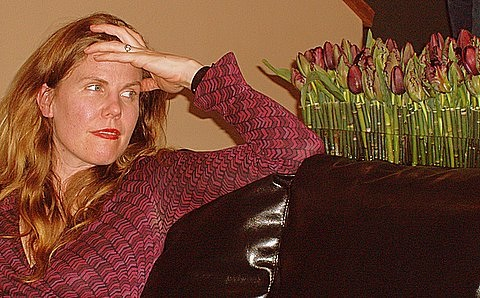
Chelsea Cain (2006)

Chelsea Cain (* 5. Februar 1972 in Iowa City) ist eine US-amerikanische Schriftstellerin und Journalistin.

## Leben
Chelsea Cain wuchs bei ihren Eltern auf einer Farm außerhalb von Iowa City in einer Hippie-Kommune auf, zog im Alter von 6 Jahren mit ihrer Mutter nach Bellingham (Washington) und besuchte dort die Schule. Nach ihrem Highschool-Abschluss studierte sie an der University of California, Irvine zunächst Politikwissenschaft und danach Journalismus an der University of Iowa. Ihre Masterthesis über die amerikanische Hippiebewegung und ihre Kindheit in einer Hippie-Kommune erschien 1996 unter dem Titel Dharma Girl: A road trip across the american generations. Sie schrieb für zahlreiche Zeitungen und arbeitete, bevor sie sich ausschließlich ihrer schriftstellerischen Tätigkeit widmete, als Kolumnistin für die Tageszeitung The Oregonian.
Während ihrer Schwangerschaft schrieb sie 2004 ihren ersten Kriminalroman um den Polizisten Archie Sheridan und die intelligente und attraktive Serienmörderin Gretchen Lowell, der unter dem Titel Heartsick erschien und 2008 unter dem Titel Furie in deutscher Übersetzung veröffentlicht wurde. Seitdem gehört Chelsea Cain zu den bekanntesten internationalen Thrillerautorinnen. Inzwischen erschienen weitere fünf Romane aus der Serie um Sheridan und Lowell sowie der erste Band ihrer neuen Reihe um Kick Lannigan.
Cain verfasste ab März 2016 für den Verlag Marvel Comics die Superhelden-Serie Mockingbird, welche trotz guter Kritiken mit der achten Ausgabe eingestellt wurde. 2017 wurden Cain und die Zeichnerin Kate Niemczyk für die Serie in der Kategorie Best New Series für den Eisner Award nominiert.
Chelsea Cain lebt mit ihrem Mann und ihrer Tochter in Portland (Oregon).

## Werke

### Gretchen-Lowell- / Archie-Sheridan-Reihe
- 2007 Heartsick
  - Furie (dt. Übersetzung von Fred Kinzel), Blanvalet, München 2008, ISBN 978-3-442-37004-7.
- 2008 Sweetheart
  - Grazie (dt. Übersetzung von Fred Kinzel), Blanvalet, München 2009, ISBN 978-3-442-37224-9.
- 2009 Evil at Heart
  - Gretchen (dt. Übersetzung von Fred Kinzel), Blanvalet, München 2011, ISBN 978-3-442-37225-6.
- 2011 The night season
  - Totenfluss (dt. Übersetzung von Fred Kinzel), Blanvalet, München 2012, ISBN 978-3-442-37857-9.
- 2012 Kill you twice
  - Sterbensschön (dt. Übersetzung von Fred Kinzel), Blanvalet, München 2013, ISBN 978-3-442-38151-7.
- 2013 Let me go
  - Totengabe (dt. Übersetzung von Fred Kinzel), Blanvalet, München 2014, ISBN 978-3-442-38386-3.

### Kick-Lannigan-Reihe
- 2015 One Kick
  - K - Kidnapped (dt. Übersetzung von Lilith Winter), Blanvalet, München 2015, ISBN 978-3-7341-0041-3.

### Sonstige Bücher
- 1996 Dharma Girl. A road trip across the american generations.
- 1999 Wild Child: Girlhoods in the Counterculture (als Herausgeberin)
- 2004 The Hippie Handbook. How to tie-dye a t-shirt, flash a peace sign, and other essential skills for the carefree.
- 2004 Confessions of a teen sleuth. A parody.
- 2006 Does this cape make me look fat? Pop-Psychology for Super Heroes.